# Kristof Sas
Kristof Sas (Turnhout, 19 november 1975) is een Belgische oud-voetballer.
Hij is zoon van een huisarts. Hij voetbalde vroeger bij onder andere Verbroedering Geel, KV Turnhout, KRC Harelbeke, CS Visé en Eendracht Aalst.
Bij Aalst werd hij in 2004/2005 verkozen tot "man van het seizoen". Na dit seizoen kreeg hij echter de aanbieding als verzorger aan de slag te gaan bij Anderlecht. Hij ging in op dit aanbod wat het einde van zijn voetbalcarrière op hoog niveau betekende.
De samenwerking tussen Sas en RSC Anderlecht werd op 7 oktober 2011 onmiddellijk stopgezet. Hij werd meteen daarna hoofd van de medische dienst van concurrent Club Brugge. In januari 2013 werd ook de samenwerking tussen blauw-zwart en Sas stopgezet.